# Station Rancaekek

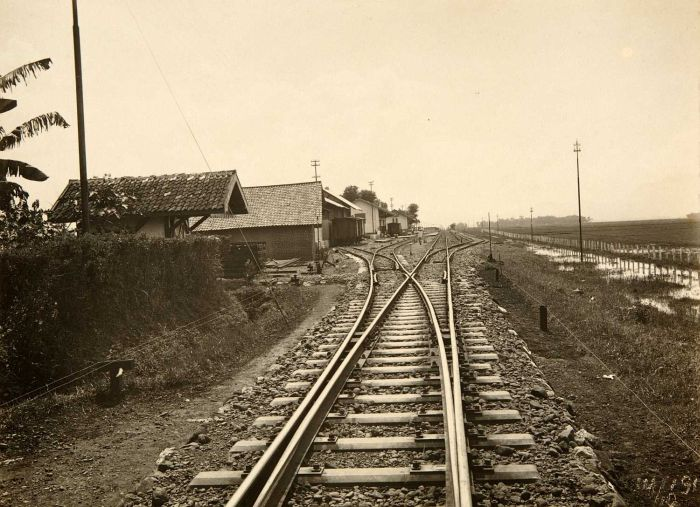
Foto is gemaakt tijdens de aanleg van de Staatsspoorwegen spoorlijn Rantjaekek - Djatinangor. Het spoorwegstation in Rantjaekek (1916).

Rancaekek is een spoorwegstation in de Indonesische provincie West-Java.

## Bestemmingen
- Lokal Bandung Raya naar Station Cicalengka en Station Padalarang